# Reichswehreid
Il Reichswehreid è stato il giuramento militare delle forze armate germaniche fra il 1919 e il 1934, anno in cui venne di fatto sostituito dal Führereid .

## Storia
Venne adottato a partire dal 14 agosto 1919 per iniziativa del presidente tedesco Friedrich Ebert  dopo la promulgazione della costituzione della cosiddetta Repubblica di Weimar. Rimase in esercizio nella sua formulazione originale fino al 1 dicembre 1933, quando, con la salita al potere di Adolf Hitler e del NSADP, venne riformulato in numerose versioni ed esteso come giuramento obbligatorio per numerose istituzioni militari, paramilitari e civili. La nuova riformulazione, in cui si personificava il giuramento di fedeltà nella persona di Adolf Hitler venne chiamato anche Führereid.
L'esercito tedesco venne infatti chiamato Reichswehr dal 1919 fino al 1934, anno in cui cambiò denominazione in Wehrmacht fino al 1945. 
Il testo modificato nel 1933 prevedeva l'eliminazione dei riferimenti alla Costituzione e al Presidente, nonché l'introduzione di riferimenti religiosi e patriottici assenti nella redazione originale.
Il testo venne nuovamente modificato il 2 agosto 1934, dopo la morte del presidente Paul von Hindemburg, rendendo espliciti i riferimenti alla supremazia e al dominio di Hitler sul popolo tedesco e rendendo chiara la completa e incondizionata sottomissione dell'esercito al Führer.

## Testo originale del giuramento (1919)
| Tedesco | Italiano |
| Ich schwöre Treue der Reichsverfassung und gelobe, daß ich als tapferer Soldat das Deutsche Reich und seine gesetzmäßigen Einrichtungen jederzeit schützen, dem Reichspräsidenten und meinen Vorgesetzten Gehorsam leisten will. | Giuro di essere leale alla costituzione e all'ordinamento dello stato e di proteggere da soldato coraggioso lo Stato Tedesco e le sue istituzioni e di obbedire al mio Presidente e ai miei superiori. |

## Testo modificato del giuramento (1933)
| Tedesco | Italiano |
| Ich schwöre bei Gott diesen heiligen Eid, daß ich meinem Volk und Vaterland allzeit treu und redlich dienen und als tapferer und gehorsamer Soldat bereit sein will, jederzeit für diesen Eid mein Leben einzusetzen. | Giuro su Dio con questa sacra promessa di servire lealmente e sinceramente il mio popolo e la Madrepatria, e da soldato coraggioso e obbediente, giuro di essere pronto in ogni momento a donargli la mia vita. |

## Testo modificato del giuramento (1934)
| Tedesco | Italiano |
| Ich schwöre bei Gott diesen heiligen Eid, daß ich dem Führer des Deutschen Reiches und Volkes Adolf Hitler, dem Oberbefehlshaber der Wehrmacht, unbedingten Gehorsam leisten und als tapferer Soldat bereit sein will, jederzeit für diesen Eid mein Leben einzusetzen.. | Giuro su Dio con questa sacra promessa che renderò obbedienza incondizionata al capo dello Stato e del popolo tedesco, Adolf Hitler, comandante supremo delle forze armate, e che, da soldato coraggioso, con questo giuramento in ogni momento sarò pronto a donargli la mia vita. |